# Березняк (Україна)
Березня́к — село в Україні, у Кам'янському районі Дніпропетровської області.
Входить до складу Лихівської селищної громади. Населення — 33 мешканці.

## Географія
Село Березняк примикає до села Червона Деріївка.

## Населення

### Мова
Розподіл населення за рідною мовою за даними перепису 2001 року:
| Мова       | Відсоток |
| ---------- | -------- |
| українська | 100 %    |

## Інтернет-посилання
- Погода в селі Березняк [Архівовано 20 грудня 2011 у Wayback Machine.]

1. ↑  Рідні мови в об'єднаних територіальних громадах України — Український центр суспільних даних